# Надир Белхадж
Надир Белхадж (на арабски: نذير بلحاج) е алжирски футболист, роден на 18 юни 1982 г. в Сен Клод, Франция. Играе като ляв бек или ляво крило.

## Клубна кариера
Белхадж започва кариерата си във френския Ланс през 1998 г., но не изиграва нито един мач за първия отбор. През 2002 г. отива под наем във втородивизионния Геньон, а следващата година подписва постоянен договор с отбора. Само един сезон по-късно преминава в Седан, също във втора дивизия, печелейки промоция за Лига 1 през 2006 г. Белхадж привлича вниманието на шампиона Олимпик Лион и е закупен за 3,24 милиона евро. Първоначално е върнат под наем на Седан до края на сезона, а след това не успява да се пребори за титулярното място с новопривлечения световен шампион с Италия Фабио Гросо и изиграва едва девет мача за Лион. В началото на 2008 г. подписва договор за три години и половина с бившия си отбор Ланс, а трансферната сума се равнява на 3,6 милиона евро. На 1 септември 2008 г. Белхадж отива под наем до края на сезона в английския Портсмут, като договорът е с опция за закупуване. Още през зимния трансферен прозорец Портсмут използва тази опция и заплащайки 4,5 милиона евро на Ланс взима играча за четири години и половина.

## Национален отбор
През 2000 г. Белхадж записва два мача за националния отбор на Франция до 18 години. На 28 април 2004 г. прави официалния си дебют за Алжир срещу Китай. След това се превръща в твърд титуляр и взима участие на световното първенство през 2010 г.

### Голове
| # | Дата             | Място              | Съперник  | Гол в мача | Краен резултат | Повод |
| - | ---------------- | ------------------ | --------- | ---------- | -------------- | ----- |
| 1 | 5 юни 2007       | Барселона, Испания | Аржентина | 2:1        | 3:4            | П     |
| 2 | 5 юни 2007       | Барселона, Испания | Аржентина | 3:4        | 3:4            | П     |
| 3 | 20 ноември 2007  | Руан, Франция      | Мали      | 3:2        | 3:2            | П     |
| 4 | 11 октомври 2009 | Блида, Алжир       | Руанда    | 2:1        | 3:1            | СК    |

## Успехи
Портсмут
- ФА Къп
  - Вицешампион: 2010